# Glenn Frey
Glenn Lewis Frey, ameriški glasbenik, skladatelj in igralec, * 6. november 1948, Detroit, Michigan, ZDA, † 18. januar 2016, Manhattan, New York, ZDA
Frey je bil najbolj znan kot pevec in frontman rock skupine Eagles. Ti dve vlogi si je delil z Donom Henleyjem, s katerim sta napisala večino skladb skupine. Frey je pri skupini igral kitaro in klaviature. Glavni vokal je prispeval pri skladbah kot so "Take It Easy", "Peaceful Easy Feeling", "Tequila Sunrise", "Already Gone", "Lyin' Eyes", "New Kid in Town" in "Heartache Tonight".
Po razpadu skupine leta 1980 je začel z uspešno solistično kariero. Leta 1982 je izdal debitantski album, No Fun Aloud, posnel pa je tudi nekaj top 40 hitov kot so "The One You Love", "Smuggler's Blues", "Sexy Girl", "The Heat Is On", "You Belong to the City", "True Love", "Soul Searchin'" in "Livin' Right". Kot član Eaglesov je osvojil šest grammyjev in pet nagrad American Music Award. Leta 1998 je bil z Eaglesi sprejet v Dvorano slavnih Rock and rolla. Frey je imel, če seštejemo vse njegove solo single in single skupine Eagles, 24 top 40 singlov na lestvici Billboard Hot 100.

## Zgodnje življenje
Frey se je rodil v Detroitu, Michigan. Odraščal je v mestu Royal Oak, Michigan, pri petih letih je začel igrati klavir, ki ga je kasneje zamenjal s kitaro in postal del rock scene Detroita sredine 60. let. Ena izmed njegovih zgodnjih glasbenih skupin se je imenovala The Subterraneans, po istoimenski noveli Jacka Kerouaca, poleg Freyja pa so člani skupine bili še Freyjev sošolec Doug Edwards na bobnih (kasneje ga je zamenjal Lenny Mintz), Doug Gunsch in Bill Barnes na kitari ter Jeff Hodge na basu.
Ko je leta 1966 maturiral na srednji šoli Dondero High School, je bil povabljen v lokalno glasbeno skupino The Four of Us, ki jo je vodil Gary Burrows, ki je Freyja opazil pri skupini The Subterraneans. Frey je nato začel obiskovati Oakland Community College, kjer se je naučil peti harmonije. Leta 1967 je ustanovil skupino The Mushrooms, kjer so igrali še Burrowsov brat Jeff, Bill Barnes, Doug Gunch in Larry Mintz. Istega leta je spoznal tudi Boba Segerja, ki je Freyju pripomogel pridobiti menedžment in pogodbo z založbo Hideout Records. Seger je prav tako napisal in produciral prvi singl skupine, "Such a Lovely Child", skupina pa je v promocijski namen nastopila na televiziji. Frey se je želel pridružiti Segerjevi skupini, vendar mu je namen preprečila mati, ker sta Frey in Seger skupaj kadila kanabis. V drugi polovici 1967 je Frey ustanovil še eno skupino Heavy Metal Kids, kjer so igrali še Jeff Burrows (klavir), Jeff Alborell (bas), Paul Kelcourse (solo kitara) in Lance Dickerson (bobni).
Leta 1968 je Frey, v starosti 19 let, prispeval akustično kitaro in spremljevalne vokale na Segerjevem singlu, "Ramblin' Gamblin' Man". Frey je dejal, da je Seger močno vplival na njegovo pisanje lastnih skladb. Ostala sta dobra prijatelja, v kasnejših letih pa sta občasno sodelovala kot soavtorja pesmi. Frey je tudi prispeval vokale na Segerjevih skladbah kot so "Fire Lake" in "Against the Wind".
V Detroitu je Frey spoznal tudi Joan Sliwin, s katero je bil nekaj časa v razmerju, sicer pa je bila članica lokalne ženske skupine The Mama Cats, ki je leta 1968, ob selitvi v Kalifornijo, postala Honey Ltd. Frey se je nato odpravil v Los Angeles, da bi se ponovno povezal s Sliwinovo, njena sestra, Alexandra Sliwin, pa ga je predstavila J. D. Southerju. Po treh tednih se je Frey vrnil v Detroit, nato pa se je vrnil V Los Angeles in skupaj s Southerjem ustanovil duet Longbranch Pennywhistle. Sklenila sta pogodbo z založbo Amos Records in leta 1969 izdala istoimenski album, ki vsebuje Freyjeve skladbe, kot sta "Run, Boy, Run" in "Rebecca" ter "Bring Back Funky Women", ki jo je napisal skupaj s Southerjem. V tem času je Frey spoznal tudi Jacksona Browna. Ti trije glasbeniki so kratek čas živeli v isti stavbi, Frey pa je dejal, da se je v tem času naučil veliko o skladanju skladb, ko je slišal Browna, ki je pisal skladbe v spodnjem stanovanju.

## Obdobje z Eaglesi
Leta 1970 je Frey srečal bobnarja Dona Henleyja. Imela sta pogodbo z isto založbo, Amos Records in oba sta čas preživljala v nočnem klubu Troubadour. Ko je Linda Ronstadt potrebovala spremljevalno skupino za turnejo, je njen menedžer, John Boylan najel Freyja, ker je potreboval nekoga, ki je igral ritem kitaro in pel. Henleyja je v spremljevalno skupino sprevil Frey. V skupino sta prišla tudi Randy Meisner in Bernie Leadon. Ker se je zasedba spremljevalne skupine stalno spreminjala, je četverica igrala skupaj le na koncertu v Disneylandu. Na turneji sta se Frey in Henley odločila ustanoviti skupino, katere člana sta, poleg Freyja (kitara, klaviature) in Henleyja (bobni), postala še Meisner na basu in Leadon na kitari, banju, steel kitari, mandolini in dobru. Skupina se je poimenovala Eagles in postala ena izmed najbolje prodajanih glasbenih skupin vseh časov. Frey je bil avtor ali soavtor (največkrat skupaj s Henleyjem) številnih skladb skupine, prispeval pa je tudi glavni vokal na številnih hitih skupine, kot so "Take It Easy", "Peaceful Easy Feeling", "Already Gone", "Tequila Sunrise", "Lyin' Eyes", "New Kid in Town", "Heartache Tonight" in "How Long".
Skupina je razpadla leta 1980 in se ponovno združila leta 1994, ko je izdala nov album Hell Freezes Over, ki vsebuje žive posnetke in štiri nove skladbe. Sledila je istoimenska turneja. Leta 2012 je Frey v oddaji The Tavis Smiley Show, Smileyju dejal: "Ko so Eaglesi razpadli, so me ljudje mene in Dona [Henleyja] spraševali 'Kdaj se bodo Eaglesi ponovno zbrali?' midva sva jim odgovarjala 'Ko bo pekel zmrznil.' Mislila sva, da je to dobra šala. Ljudje imajo napačno predstavo, da smo se veliko prepirali. To ni res. Imeli smo se dobro. Imeli smo se bolje, kot si nekateri mislijo." Na prvem koncertu Eaglesov leta 1994 je Frey množici dejal, da "ni skupina nikoli razpadla, da si je le vzela 14-letne počitnice."
Maja 2012 je Frey, skupaj z ostalimi člani Eaglesov, prejel častni doktorat univerze Berklee College of Music.
Leta 2007 je izšel zadnji album skupine, Long Road Out of Eden, leto zatem pa se je začela istoimenska promocijska turneja.
Leta 2013 je bil na televiziji Showtime predvajan dvodelni dokumentarec History of the Eagles, režiserja Alison Ellwood in koproducenta Alexa Gibneyja. Istega leta je film prejel nagrado emmy za najboljši glasbeni miks. Sledila je dveletna promocijska turneja History of the Eagles world tour, ki se je zaključila 29. julija 2015 s koncertom v Bossier Cityju, Louisana, ki je bil zadnji Freyjev koncert s skupino.

## Solo kariera
Po razpadu skupine, je Frey v 80. letih postal uspešen solo izvajalec in ustvaril dva drugouvrščena singla lestvice Billboard Hot 100. Leta 1982 je izdal debitantski album, No Fun Aloud, s katerega je izšel hit »The One You Love«, ki je dosegel 15. mesto lestvice. Z naslednjega albuma, The Allnighter, ki je izšel dve leti kasneje, je izšel hit »Sexy Girl«, ki je dosegel 20. mesto lestvice. Leta 1984 je v sodelovanju s Haroldom Faltermeyerjem posnel svetovni hit "The Heat Is On", ki je služil kot naslovna skladba akcijske komedije Policaj z Beverly Hillsa, z Eddiejem Murphyjem v glavni vlogi. Frey je posnel tudi skladbo "You Belong to the City", ki je bila uporabljena v televizijski seriji Miami Vice. Še ena njegova skladba z istega soundtracka, "Smuggler's Blues" je dosegla 12. mesto lestvice Billboard Hot 100. V svoji solo karieri se je 12 Freyjevih skladb uvrstilo v top 100. Enajst skladb od teh je Frey napisal skupaj z Jackom Tempchinom, ki je napisal tudi "Peaceful Easy Feeling".
Frey je bil prva izbira za snemanje skladbe "Shakedown", ki je postala naslovna skladba filma Policaj z Beverly Hillsa II, vendar mu besedilo skladbe ni ustrezalo, kasneje pa je dobil laringitis, zato je skladbo posnel Bob Seger. Potem, ko se je skladba uvrstila na vrh lestvice, je Frey poklical Segerja in mu čestital: "Vsaj denar smo obdržali v Michiganu!"
Frey je prav tako posnel skladbo "Flip City", za soundtrack filma Ghostbusters II ter "Part of Me, Part of You" za soundtrack filma Thelma & Louise. Leta 2005 se je pojavil na kompilacijskem albumu B.B. King & Friends: 80 pri skladbi "Drivin' Wheel".
Konec 90. let je Frey s Petrom Lopezom ustanovil glasbeno založbo, Mission Records. Frey ni pri tej založbi nikoli izdal svoje plošče in založba je prenehala z delovanjem.
8. maja 2012 je Frey izdal svoj prvi album v 20 letih, After Hours, ki vsebuje predvsem priredbe znanih pop skladb od 40. pa do 60. let.

## Igralska kariera
Frey se je kot televizijski igralec pojavil v epizodi "Smuggler's Blues" serije Miami Vice, prav tako pa je zaigral v epizodi "Dead Dog Arc" serije Wiseguy. Igral je tudi v seriji South of Sunset, ki so jo prenehali predvajati po prvem delu. Konec 90. let je igral v seriji Nash Bridges. Leta 2002 se je pojavil v HBOjevi seriji Arliss.
Freyjeva prva filmska vloga je bila leta 1986 v filmu Let's Get Harry, ki govori o skupini vodovodarjev, ki potujejo v Kolumbijo, da bi rešili prijatelja pred mamilarskim kraljem. Naslednja Freyjeva filmska vloga je bila manjša vloga v tretjem filmu Camerona Crowa, Jerry Maguire iz leta 1996.

## Osebno življenje
Frey je bil dvakrat poročen. Med letoma 1983 in 1988 je bil poročen z umetnico Janie Beggs. Leta 1990 pa se je poročil s plesalko in koreografinjo Cindy Millican. Skupaj sta imela hčerko in dva sinova, skupaj sta ostala do Freyjeve smrti leta 2016.

## Bolezen in smrt
Od leta 2000 je Frey trpel za revmatoidnim artritisom, ki je prizadel različne dele njegovega telesa. Stranski učinek zdravil, ki jih je jemal za izboljšanje bolezni, je vodil do kolitisa in pljučnice. Novembra 2015 so Eaglesi javnost obvestili, da so preložili prejetje nagrad Kennedy Center Honors, ker je Frey potreboval operacijo za težave s črevesjem in daljše obdobje okrevanja po operaciji. Po operaciji je bil v medicinski komi sprejet v Columbia University Medical Center.
Frey je umrl 18. januarja 2016 v starosti 67 let v Columbia University Medical Centru, ki je del bolnišnice NewYork–Presbyterian Hospital na Manhattnu, zaradi komplikacij revmatoidnega artritisa, akutnega ulcerativnega kolitisa in pljučnice, ko je okreval od operacije prebavil.
Za Freyjem so javno žalovali njegovi prijatelji, glasbeni sodelavci in sočlani skupine, med njimi Don Henley, Randy Meisner, J. D. Souther, Jack Tempchin, Irving Azoff, Linda Ronstadt, Don Felder, in Bob Seger. Na 58. podelitvi Grammyjev, so Eaglesi z Jacksonom Brownom v Freyjev spomin izvedli "Take It Easy".
24. septembra 2016 je bil v Standin' on the Corner Parku v Winslowu, Arizona odkrit Freyjev kip v čast njegovem prispevku skladbi "Take It Easy", ki je izšla kot prvi singl Eaglesov leta 1972.

## Diskografija

### Studijski albumi
| Leto                                              | Naslov          | Podrobnosti                                       | Dosežena mesta lestvic | Dosežena mesta lestvic | Dosežena mesta lestvic | Dosežena mesta lestvic | Dosežena mesta lestvic | Certifikati |
| Leto                                              | Naslov          | Podrobnosti                                       | ZDA                    | KAN                    | VB                     | ŠVE                    | ŠVI                    | Certifikati |
| ------------------------------------------------- | --------------- | ------------------------------------------------- | ---------------------- | ---------------------- | ---------------------- | ---------------------- | ---------------------- | ----------- |
| 1982                                              | No Fun Aloud    | - Datum izdaje: 28. maj - Založba: Asylum Records | 32                     | –                      | –                      | 39                     | –                      | - ZDA: Zlat |
| 1984                                              | The Allnighter  | - Datum izdaje: 19. junij - Založba: MCA Records  | 22                     | 57                     | 31                     | 40                     | –                      | - ZDA: Zlat |
| 1988                                              | Soul Searchin'  | - Datum izdaje: 15. avgust - Založba: MCA Records | 36                     | 37                     | –                      | 36                     | –                      |             |
| 1992                                              | Strange Weather | - Datum izdaje: 23. junij - Založba: MCA Records  | –                      | –                      | –                      | 34                     | 23                     |             |
| 2012                                              | After Hours     | - Datum izdaje: 8. maj - Založba: Universal Music | 116                    | –                      | 92                     | –                      | –                      |             |
| "—" označuje, kje se album ni uvrstil na lestvico |                 |                                                   |                        |                        |                        |                        |                        |             |

### Albumi v živo
| Leto | Naslov          | Podrobnosti                                          |
| ---- | --------------- | ---------------------------------------------------- |
| 1993 | Glenn Frey Live | - Datum izdaje: 2. julij 1993 - Založba: MCA Records |

### Kompilacijski albumi
| 1995 | Solo Collection                                  | - Datum izdaje: 28. marec 1995 - Založba: MCA Records     | 82 | 23 |
| 2000 | 20th Century Masters – The Millennium Collection | - Datum izdaje: 19. september 2000 - Založba: MCA Records | –  | –  |

### Singli
| 1982                                             | "I Found Somebody"         | 31 | 57 | 27 | –  | –  | –  | 93 | —  | No Fun Aloud                             |
| 1982                                             | "The One You Love"         | 15 | –  | 2  | 12 | –  | –  | 50 | 36 | No Fun Aloud                             |
| 1982                                             | "Don't Give Up"            | –  | 25 | –  | –  | –  | –  | –  | —  | No Fun Aloud                             |
| 1982                                             | "Partytown"                | –  | 5  | –  | –  | –  | –  | –  | —  | No Fun Aloud                             |
| 1983                                             | "All Those Lies"           | 41 | –  | 28 | –  | –  | –  | –  | —  | No Fun Aloud                             |
| 1984                                             | "Sexy Girl"                | 20 | –  | 23 | 48 | 12 | 81 | 76 | —  | The Allnighter                           |
| 1984                                             | "The Allnighter"           | 54 | –  | –  | –  | –  | –  | –  | —  | The Allnighter                           |
| 1984                                             | "The Heat Is On"           | 2  | 4  | –  | 8  | –  | 12 | 2  | 22 | Beverly Hills Cop (soundtrack)           |
| 1985                                             | "Smuggler's Blues"         | 12 | 13 | –  | 37 | –  | 22 | –  | –  | The Allnighter / Miami Vice (soundtrack) |
| 1985                                             | "You Belong to the City"   | 2  | 1  | 2  | 6  | 2  | 94 | 20 | 46 | Miami Vice (soundtrack)                  |
| 1988                                             | "True Love"                | 13 | 15 | 2  | 2  | –  | 84 | 49 | –  | Soul Searchin'                           |
| 1988                                             | "Soul Searchin'"           | –  | –  | 5  | –  | –  | –  | –  | —  | Soul Searchin'                           |
| 1989                                             | "Livin' Right"             | 90 | –  | 22 | –  | –  | –  | –  | —  | Soul Searchin'                           |
| 1989                                             | "Flip City"                | –  | –  | –  | –  | –  | –  | –  | —  | Ghostbusters II (soundtrack)             |
| 1991                                             | "Part of Me, Part of You"  | 55 | 9  | 7  | 9  | 8  | –  | –  | –  | Strange Weather                          |
| 1992                                             | "I've Got Mine"            | 91 | –  | 12 | 18 | –  | –  | –  | —  | Strange Weather                          |
| 1992                                             | "River of Dreams"          | –  | –  | 27 | 57 | 34 | –  | –  | —  | Strange Weather                          |
| 1993                                             | "Love in the 21st Century" | —  | –  | –  | –  | –  | –  | –  | —  | Strange Weather                          |
| 1995                                             | "This Way to Happiness"    | —  | –  | –  | 54 | –  | –  | –  | –  | Solo Collection                          |
| "—" označuje kje se singl ni uvrstil na lestvico |                            |    |    |    |    |    |    |    |    |                                          |

## Oprema
Podjetje Takamine Guitars izdeluje Freyjev model elektro-akustične kitare, EF360GF. Ta kitara je replika kitare Takamine, ki jo je Frey uporabljal za žive in studijske nastope. V 70. letih je Frey uporabljal šest in dvanajst-strunske kitare znamke C.F. Martin & Co..
Frey je skozi kariero uporabljal različne električne kitare, med njimi Gibson Les Paul, Gibson SG, Gibson ES-335, Epiphone Casino in Rickenbacker 230. Električna kitara, ki jo z njim najbolj povezujejo, pa je njegova črna kitara Gibson Les Paul Junior, poimenovana Old Black.